# 인터코스 (펜실베이니아주)

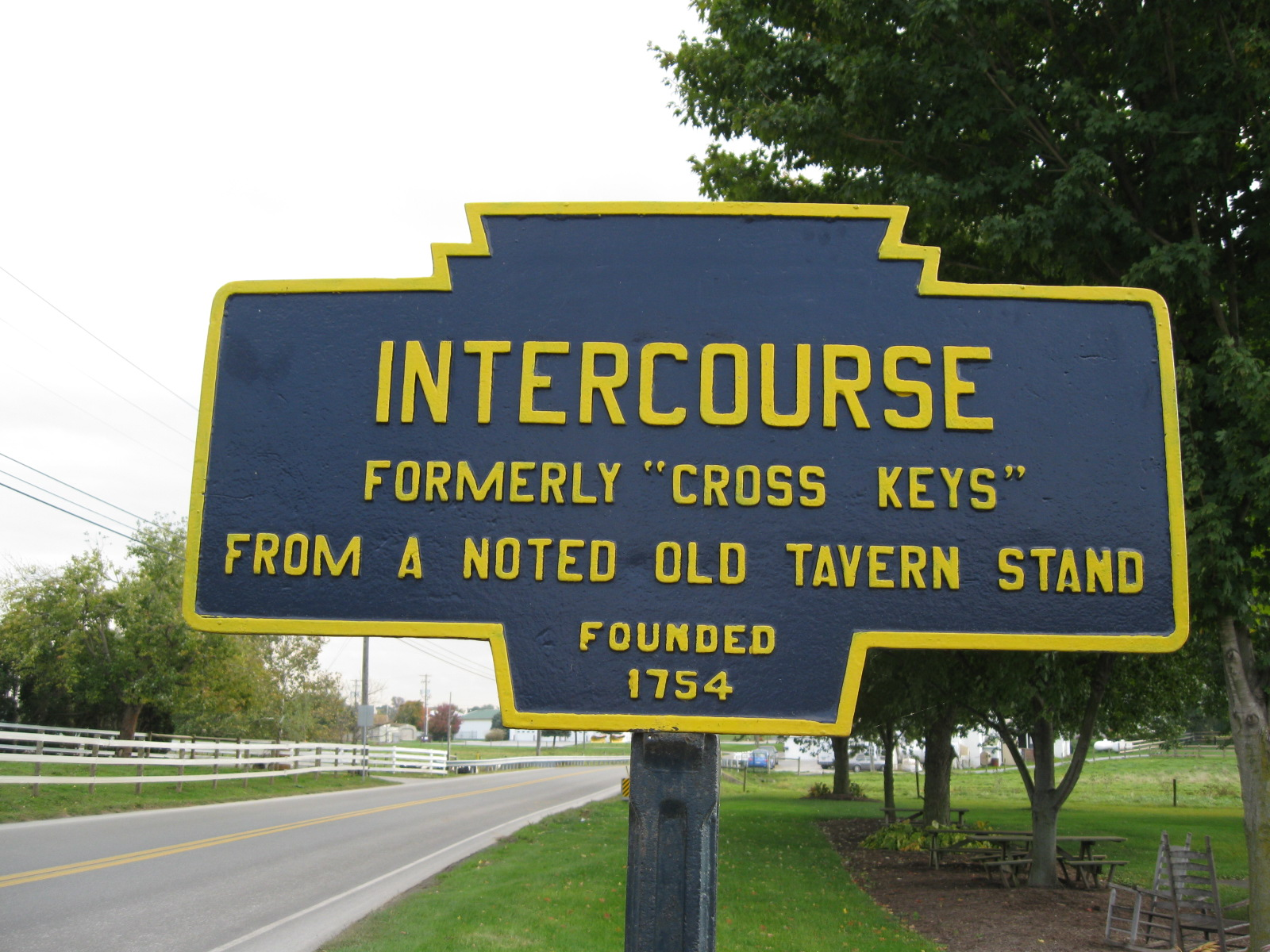
인터코스 도로 표지판

인터코스(영어: Intercourse)는 미국 펜실베이니아주 랭커스터군에 있는 도시 (인구 조사 지정 구역, CDP)이다. 마을의 이름인 영어 intercourse는 성교라는 의미가 있으며, 특이한 이름으로 잘 알려져 있다.